# Червенциці
Червенциці (пол. Czerwięcice, нім. Rotental) — село в Польщі, у гміні Рудник Рациборського повіту Сілезького воєводства.
Населення — 101 особа (2011).
У 1975-1998 роках село належало до Катовицького воєводства.

## Демографія
Демографічна структура станом на 31 березня 2011 року:
|          | Загалом | Допрацездатний вік | Працездатний вік | Постпрацездатний вік |
| -------- | ------- | ------------------ | ---------------- | -------------------- |
| Чоловіки | 42      | 4                  | 30               | 8                    |
| Жінки    | 59      | 12                 | 30               | 17                   |
| Разом    | 101     | 16                 | 60               | 25                   |